# بوهيانما الشمالية
بوهيانما الشمالية (بالفنلندية: Pohjois-Pohjanmaa) (بالسويدية: Norra Österbotten) إقليم فنلندي. عاصمة الإقليم هي مدينة أولو.